# Rozsdásbegyű tapakúló
A rozsdásbegyű tapakúló (Liosceles thoracicus) a madarak osztályának verébalakúak (Passeriformes) rendjébe és a fedettcsőrűfélék (Rhinocryptidae) családjába tartozó Liosceles nem egyetlen faja.

## Rendszerezése
A fajt Philip Lutley Sclater angol ügyvéd és zoológus írta le 1865-ben, Pteroptochus nembe Pteroptochus thoracicus néven.

## Alfajai
- Liosceles thoracicus dugandi Meyer de Schauensee, 1950
- Liosceles thoracicus erithacus Sclater, 1890
- Liosceles thoracicus thoracicus (Sclater, 1865)[2]

## Előfordulása
Dél-Amerikában, Bolívia, Brazília, Kolumbia, Ecuador és Peru területen honos. Természetes élőhelyei a szubtrópusi és trópusi síkvidéki esőerdők és mocsári erdők. Állandó, nem vonuló faj.

## Megjelenése
Testhossza 19 centiméter, testtömege 39-42 gramm.

## Életmódja
A talajon keresgéli rovarokból álló táplálékát.

## Természetvédelmi helyzete
Az elterjedési területe rendkívül nagy, egyedszáma pedig stabil. A Természetvédelmi Világszövetség Vörös listáján nem fenyegetett fajként szerepel.